# Tyche (planeta hipotético)

Nube de Oort

Tyche es el apodo dado a un hipotético planeta gaseoso situado en la nube de Oort en los límites exteriores del sistema solar, fue propuesto por primera vez en 1999 por el astrónomo John Matese de la Universidad de Luisiana en Lafayette. Matese y su compañero Daniel Whitmire sostienen que las pruebas de la existencia de Tyche se pueden ver en el supuesto de origen de los cometas de largo período. Señalaron que Tyche, de existir, debe ser detectable en el archivo de datos que se recogió por el telescopio Wide-field Infrared Survey Explorer (WISE) de la NASA. Sin embargo, varios astrónomos han expresado su escepticismo sobre la existencia de este objeto.. En 2014, la NASA anunció que el sondeo WISE había descartado cualquier objeto con las características de Tyche, lo que indica que Tyche como la hipótesis de Matese, Whitman y Whitmire no existe.

## Historia
Matese propuso por primera vez la existencia de este planeta en 1999, basado en sus observaciones de las órbitas de los cometas de período largo. La mayoría de los astrónomos coinciden en que cometas de período largo (aquellos con órbitas de miles de años) tienen una distribución isotrópica, es decir, que llegan al azar de cada punto en el cielo. Debido a que los cometas son volátil y se disipan con el tiempo, los astrónomos sospechan que se deben estar almacenados en una nube esférica de decenas de miles de UA (conocida como nube de Oort) para la mayor parte de su existencia. Sin embargo, Matese afirmó que en lugar de llegar a puntos al azar en el cielo como se piensa comúnmente, las órbitas de los cometas estaban, de hecho, agrupadas en una banda inclinada con respecto al plano de la órbita de los planetas. Esa agrupación podría explicarse si se vieran afectados por un objeto no visible, por lo menos tan grande como Júpiter, o posiblemente una enana marrón, situada en la parte exterior de la nube de Oort. También sugirió que tal objeto podría explicar también la peculiar órbita del objeto transneptuniano Sedna. Sin embargo, el tamaño de la muestra fue pequeño y los resultados no fueron concluyentes.

## Órbita
Whitmire y Matese especulan que la órbita de Tyche encuentra a aproximadamente 500 veces la distancia de Neptuno al Sol (15 000 UA), y 25 veces la órbita del hipotético Planeta Nueve, un poco menos de un cuarto de año luz o unos 2.3 billones de kilómetros. Esto sigue siendo así en la nube de Oort, cuya frontera se estima en más de 50 000 UA. Tendría un período orbital de aproximadamente 1 800 000 años. Los datos sugieren que un objeto de 5 masas de Júpiter tendría que tener que estar a una distancia superior a 10 000 UA. Este planeta podría orbitar en un plano diferente en la orientación de nuestras órbitas de los planetas actuales, y probablemente se formó en una órbita de objeto binario. Binarios de ancho se pueden formar a través de la captura durante la disolución de una estrella de cúmulo abierto.

## Masa

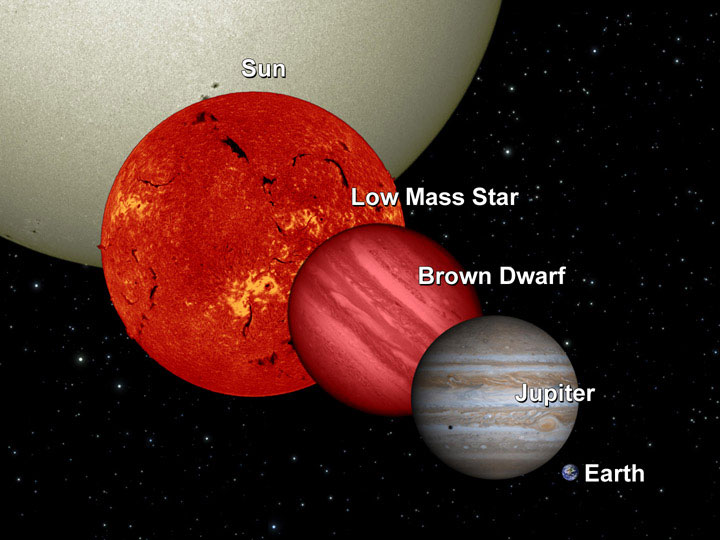

Whitmire y Matese especulan con la hipótesis de que el planeta podría ser hasta cuatro veces más masivo que Júpiter y con una temperatura relativamente alta de aproximadamente 200 K (-73 °C), debido al calor residual de su formación y la calefacción de Kelvin-Helmholtz. sería lo suficientemente masiva para someterse a reacciones de fusión nuclear en su interior, un proceso que se produce en los objetos por encima de aproximadamente 13 masas de Júpiter. Aunque más masivo que Júpiter, Tyche rondaría el tamaño de Júpiter, la presión hace que los gigantes masivos de gas aumentan sólo de densidad, no de tamaño, en relación con su masa.

## Origen del nombre
Tyche o Tique (Τύχη, que significa "fortuna" o "suerte" en griego) fue la diosa griega de la fortuna y de la prosperidad. El nombre fue elegido para evitar la confusión con una hipótesis similar anterior que propone que el Sol tiene una compañera muerta llamada Nemesis, cuya gravedad provoca la afluencia de los cometas en el sistema solar interior, dando lugar a extinciones en masa de la Tierra. Tique era el nombre de la "hermana buena" de Némesis. Este nombre fue utilizado por primera vez para un objeto nube de Oort exterior por Davy en Kirpatrick el Centro de Procesamiento y Análisis infrarrojo del Instituto de Tecnología de California.

## Investigaciones en curso
El telescopio Wide-field Infrared Survey Explorer (WISE) de la NASA ha completado un estudio infrarrojo de todo el cielo, que incluye áreas en las que Whitmire y Matese anticipan que Tyche se pudiera encontrar. El 14 de marzo de 2012, fue lanzado el catálogo completo de la misión WISE.